# Divize A 1994/1995
V soubojích 30. ročníku České divize A 1994/95 se utkalo 16 týmů dvoukolovým systémem podzim - jaro. Tento ročník začal v srpnu 1995 a skončil v červnu 1996.

## Kluby podle přeborů
- Jihočeský (7): TJ Tatran Prachatice, TJ Slavoj Český Krumlov, VTJ Tábor, SK Dynamo České Budějovice "B", TJ ZVVZ Milevsko, VTJ Písek, FK Jindřichův Hradec 1910
- Západočeský (9): TJ UD Tachov, FK Horažďovice, FC Viktoria Plzeň "B", TJ Přeštice, TJ Baník Stříbro, SKP Cheb "B", TJ Sokol Svéradice, SK Plzeň 1894, TJ Tatran Chodov

## Výsledná tabulka
| Poř. | Tým                            | Z  | V  | R  | P  | VG | OG | B  |
| ---- | ------------------------------ | -- | -- | -- | -- | -- | -- | -- |
| 1.   | TJ UD Tachov                   | 30 | 18 | 8  | 4  | 57 | 36 | 62 |
| 2.   | FK Horažďovice                 | 30 | 15 | 8  | 7  | 61 | 46 | 53 |
| 3.   | Tatran Prachatice              | 30 | 12 | 10 | 8  | 51 | 46 | 46 |
| 4.   | TJ Slavoj Český Krumlov        | 30 | 11 | 11 | 8  | 39 | 37 | 44 |
| 5.   | FC Viktoria Plzeň "B"          | 30 | 12 | 7  | 11 | 51 | 42 | 43 |
| 6.   | TJ Přeštice                    | 30 | 12 | 7  | 11 | 43 | 46 | 43 |
| 7.   | VTJ Tábor                      | 30 | 12 | 5  | 13 | 42 | 40 | 41 |
| 8.   | TJ Baník Stříbro               | 30 | 10 | 10 | 10 | 31 | 32 | 40 |
| 9.   | SK Dynamo České Budějovice "B" | 30 | 11 | 7  | 12 | 45 | 48 | 40 |
| 10.  | TJ ZVVZ Milevsko               | 30 | 10 | 9  | 11 | 43 | 49 | 39 |
| 11.  | FC VTJ Písek                   | 30 | 10 | 7  | 13 | 49 | 45 | 37 |
| 12.  | SKP Cheb "B"                   | 30 | 10 | 7  | 13 | 55 | 55 | 37 |
| 13.  | TJ Sokol Svéradice             | 30 | 10 | 7  | 13 | 32 | 38 | 37 |
| 14.  | SK Plzeň 1894                  | 30 | 9  | 9  | 12 | 45 | 50 | 36 |
| 15.  | TJ Tatran Chodov               | 30 | 10 | 6  | 14 | 38 | 52 | 36 |
| 16.  | FK Jindřichův Hradec 1910      | 30 | 5  | 8  | 17 | 34 | 54 | 23 |

Poznámky:
- Z = Odehrané zápasy; V = Vítězství; R = Remízy; P = Prohry; VG = Vstřelené góly; OG = Obdržené góly; B = Body
- O pořadí klubů se stejným počtem bodů rozhodly vzájemné zápasy. Poprvé se udělovaly za vítězství 3 body.

|  | Postup do ČFL 1995/96                           |
|  | Sestup do příslušného krajského přeboru 1995/96 |